# Lake Rakatu
Der Lake Rakatu ist ein See in der Region Southland auf der Südinsel von Neuseeland.

## Geographie
Der Lake Rakatu befindet sich am südöstlichen Ende vom Lake Manapouri, zu dem der Lake Rakatu über den rund 9,7 km langen Stinking Creek entwässert. Der See, der auf einer Höhe von 193 m liegt und nur über ein paar wenige Wasserzuläufe von kleinen Bächen verfügt, besitzt eine Flächenausdehnung von rund 1,17 km². Mit eine Nord-Süd-Ausrichtung misst der See eine Länge von rund 2,3 km und eine maximale Breite von rund 930 m ist Ost-West-Richtung.